# Zhu Kaixuan
Zhu Kaixuan, en chino tradicional 朱開軒, en chino simplificado 朱开轩, (Jinshan, Shanghái, noviembre de 1932-Pekín, 7 de junio de 2016) fue un político de la República Popular China. Se unió al Ejército Popular de Liberación de China en 1950 y al Partido Comunista de China en mayo de 1953. Fue director de la Comisión Nacional de Educación, y presidente del comité de educación, ciencia, cultura y salud del Asamblea Popular Nacional de China entre otros cargos políticos.

## Trayectoria
En 1951, estudió en la primera escuela de aeronáutica del ejército popular de liberación de China y fue admitido en el departamento de control automático de la Universidad de Aeronáutica y Astronáutica de Pekín. En 1958, se graduó en el departamento de control automático en la Universidad de Beihang.
En 1982, se convirtió en vicepresidente y secretario del comité del partido de la academia de aviación de Beijing . En 1985, fue transferido como subdirector de la Comisión Estatal de Educación y luego fue jefe del equipo de inspección disciplinaria del Comité Central del Partido Comunista de China en la comisión estatal de educación. En junio de 1986, se celebró en Beijing el tercer congreso nacional de la asociación China de ciencia y tecnología. El 28 de junio se realizó la primera reunión del tercer comité nacional, y fue elegido miembro titular. En 1992, fue reelegido en el XIV congreso nacional del Partido Comunista de China y fue nombrado secretario del grupo de liderazgo del partido en la comisión estatal de educación. En 1993, en una reunión del VIII congreso nacional del pueblo, fue nombrado director de la comisión nacional de educación. En mayo de 1995, se llevó a cabo el cuarto congreso de la asociación China de ciencia y tecnología. El 27 de mayo se realizó la primera reunión del cuarto comité nacional, y fue elegido miembro titular. En marzo de 1998, en la primera sesión de la novena asamblea popular nacional, fue elegido miembro del Comité Permanente de la Asamblea Popular Nacional y al mismo tiempo fue presidente del comité de educación, ciencia, cultura y salud.
A las 7:46 horas del 7 de junio de 2016, murió de una enfermedad en Beijing a la edad de 84 años. El 21 de junio, el cuerpo fue incinerado en el auditorio este del Cementerio Revolucionario de Babaoshan.